# Andrei Alexandrowitsch Petrakow
Andrei Alexandrowitsch Petrakow (russisch Андрей Александрович Петраков; * 26. April 1976 in Swerdlowsk, Russische SFSR, Sowjetunion; † 21. Oktober 2013) war ein russischer Eishockeyspieler. In seiner aktiven Zeit von 1992 bis 2007 stand er unter anderem für den HK Metallurg Magnitogorsk in der russischen Superliga unter Vertrag.

## Karriere
Andrei Petrakow begann seine Karriere als Eishockeyspieler bei Awtomobilist Jekaterinburg, für das er in der Saison 1992/93 sein Debüt in der russischen Superliga gab. Nach dem Abstieg 1995 in die zweitklassige Wysschaja Liga gelang dem Angreifer mit seiner Mannschaft in der Saison 1995/96 der direkte Wiederaufstieg. Daraufhin wurde er im NHL Entry Draft 1996 in der vierten Runde als insgesamt 97. Spieler von den St. Louis Blues ausgewählt, für die er allerdings nie spielte. Stattdessen begann er die Saison 1996/97 erneut bei Jekaterinburg, das in der Zwischenzeit in Dinamo-Energija umbenannt wurde, ehe er im Laufe der Spielzeit zum HK Metallurg Magnitogorsk wechselte. In der folgenden Spielzeit lief der Linksschütze parallel für Metallurg sowie deren Ligarivalen ZSK WWS Samara auf und wurde am Saisonende Vizemeister sowie Pokalsieger. Im Anschluss an diesen Erfolg beorderten die Blues den Russen nach Nordamerika, wo er zu Beginn der Saison 1998/99 für deren Farmteams, die Worcester IceCats aus der American Hockey League, Fort Wayne Komets aus der International Hockey League und Muskegon Fury aus der United Hockey League auf. 
Anschließend kehrte er nach Russland zurück, wo er die folgenden drei Spielzeiten beim HK Metallurg Magnitogorsk verbrachte, mit dem er 1999 und 2001 jeweils Russischer Meister wurde. Zudem gewann er 1999 und 2000 mit seiner Mannschaft die European Hockey League. Von 2001 bis 2005 stand Petrakow ausschließlich in der zweitklassigen Wysschaja Liga unter Vertrag, in der er für diverse Mannschaften aktiv war, bevor er in der Saison 2005/06 für HC Oceláři Třinec und HC Znojemští Orli in der tschechischen Extraliga spielte. Seine Laufbahn beendete der Flügelspieler im Anschluss an die Saison 2006/07, nachdem er zuvor für die russischen Zweitligisten Sauralje Kurgan und Disel Pensa sowie für Metallurg Nowokusnezk aus der Superliga aufgelaufen war.
Später arbeitete Petrakow als Jugendtrainer bei Awtomobilist Jekaterinburg.

## Erfolge und Auszeichnungen
| - 1996 Aufstieg in die Superliga mit Awtomobilist Jekaterinburg - 1998 Russischer Vizemeister mit dem HK Metallurg Magnitogorsk - 1998 Russischer Pokalsieger mit dem HK Metallurg Magnitogorsk - 1999 Russischer Meister mit dem HK Metallurg Magnitogorsk | - 1999 European-Hockey-League-Gewinn mit dem HK Metallurg Magnitogorsk - 2000 European-Hockey-League-Gewinn mit dem HK Metallurg Magnitogorsk - 2001 Russischer Meister mit dem HK Metallurg Magnitogorsk |

### International
- 1996 Bronzemedaille bei der Junioren-Weltmeisterschaft